# Thoth (mythologie)
Thoth of Djehoety was de Egyptische god van de maan, de magie, de kalender, de schrijfkunst en de wijsheid. Hij had volgens de mythologie het schrift uitgevonden en die kennis doorgegeven aan de mensheid. Hij trad in de onderwereld op bij het wegen van het hart, noteerde het oordeel van Maät en bracht de overledene tot bij Osiris. De baviaan met het mooie gezicht was een epitheton voor Thoth. Hij werd beschouwd als de 'zelfgeconcipieerde' en 'zelfvoortgebrachte', die Een was. Zijn Egyptische naam Djehoety of Tehuti is afgeleid van de oudste naam voor 'ibis': djehoe / tehu.

## Dieren
Thoths heilige dier is dan ook de ibis, en zijn attributen zijn de schrijftafel en de griffel. De associatie met de vogel komt doordat bij de overstroming van de Nijl de ibissen terugkeren naar Egypte en zo een periode op de kalender aangeven. Ook werden er schrijfpennen gemaakt van hun veren.
Hij wordt ook vaak afgebeeld als een baviaan. De baviaan staat symbool voor de opkomende zon en de oorsprong van de schepping. Deze dieren maken vlak voor dageraad in koor een schril geluid, waarmee zij de zonnegod Ra 'aankondigen'.

## Maät
Thoth staat samen met Maät in de bark van Ra. Volgens de Egyptische mythologie ontstond hij samen met haar. Maät is de godin die de waarachtigheid, rechtvaardigheid en kosmische orde (Egyptisch: ma-at) personifieert. Zij bestaat reeds vanaf ten minste het Oude Rijk en wordt in de piramideteksten genoemd, staand achter de zonnegod Ra. Maät kan als de vrouwelijke tegenhanger van Thoth worden beschouwd. Op afbeeldingen bij mummies en graven stonden beiden aan de zijde van Ra, volgens de mythe waarin deze uit de afgrond van Noen (het oerwater) verrees. Hun ontstaan viel dus samen, ook met dat van Ra. 's Nachts is Thoth als maangod de plaatsvervanger van de zonnegod. Hij wordt als schrijvergod ook beschouwd als 'secretaris' van Ra.

## Isis
In de strijd tussen Seth en Horus probeerde Isis het leven van haar zoon Horus te redden. Seth werd daar zo kwaad om dat hij het hoofd van zijn zus Isis afhakte. Thoth heeft Isis toen magisch geheeld door haar een koeienhoofd te geven.

## Hermes
Zijn belangrijkste cultuscentrum lag in Hermopolis Magna (Egyptisch: Chemenoe), waar er nog twee massieve beelden van deze god zijn bewaard. De stad dankt haar Griekse naam aan de god Hermes, want in latere tijden werd Thoth met hem geïdentificeerd en vermeld als Hermes Trismegistus. "Trismegistos" (of in het Latijn "Ter Maximus") wijst als epitheton bij de klassieke schrijvers op de grootheid van Thoth en betekent "driemaal grootste". Aan hem werden later verscheidene geschriften toegeschreven waarop de alchemisten zich beriepen.

## Boeken van Thoth
Volgens de Egyptische historicus Manetho schreef Thoth veel boeken en kerkvader Clemens van Alexandrië, in het zesde boek van zijn Stromata, noemde 42 boeken van Thoth, die 'de hele filosofie van de Egyptenaren' bevatten.

## Afbeeldingen

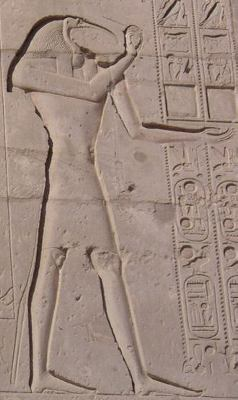
Thoth met ibiskop (Ramesseum)
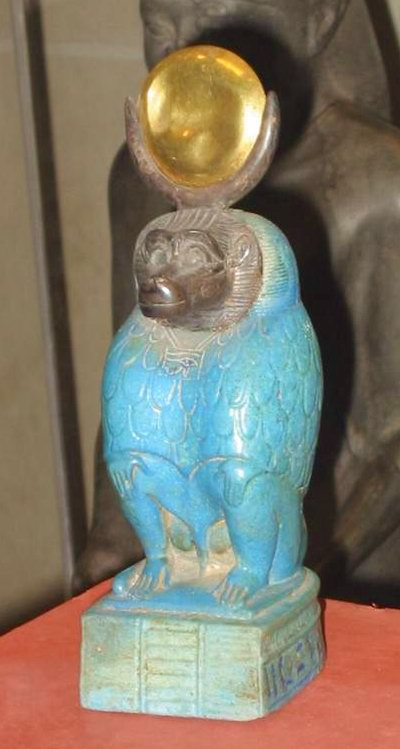
Thoth afgebeeld als baviaan met zonneschijf, Louvre, Parijs